# César du meilleur film documentaire
Ne doit pas être confondu avec César du meilleur court métrage documentaire.
Le César du meilleur film documentaire est une récompense cinématographique française décernée par l'Académie des arts et techniques du cinéma, d'abord de façon ponctuelle en 1995 sous le nom de César du meilleur film à caractère documentaire, puis depuis 2007 sous son appellation actuelle.

## Histoire
En 1995, le réalisateur Marcel Ophüls protesta que son film, le documentaire Veillées d'armes : histoire du journalisme en temps de guerre sur la guerre de Bosnie soit éligible seulement dans les catégories habituelles en tant qu'œuvre de fiction. L'académie des César créa exceptionnellement le César pour les documentaires et films-documents,, ce qui ne satisfit pas Ophüls, sur le caractère provisoire de la récompense, il démissionna de l'académie.
Le césar du meilleur documentaire est devenu permanent depuis 2007.
À la suite d'une modification du règlement des César opérée le 8 novembre 2016, il n'est plus possible, pour un film, de cumuler le César du meilleur film documentaire avec celui du meilleur film.

## Palmarès

### Années 1990
En 1995 : César du meilleur film à caractère documentaire.
- 1995 : Délits flagrants de Raymond Depardon
  - Bosna ! de Bernard-Henri Lévy, Alain Ferrari
  - La Véritable Histoire d'Artaud le Mômo de Gérard Mordillat, Jérôme Prieur
  - Montand, le film de Jean Labib
  - Tsahal de Claude Lanzmann
  - Tzedek de Marek Halter
  - Veillées d'armes : histoire du journalisme en temps de guerre de Marcel Ophüls

### Années 2000
Depuis 2007 : César du meilleur film documentaire.
- 2007 : Dans la peau de Jacques Chirac de Karl Zéro et Michel Royer
  - La Fille du juge de William Karel
  - Ici Najac, à vous la terre de Jean-Henri Meunier
  - Là-bas de Chantal Akerman
  - Zidane, un portrait du XXIe siècle de Douglas Gordon et Philippe Parreno
- 2008 : L'Avocat de la terreur de Barbet Schroeder
  - Les Animaux amoureux de Laurent Charbonnier
  - Les Lip, l'imagination au pouvoir de Christian Rouaud
  - Le Premier Cri de Gilles de Maistre
  - Retour en Normandie de Nicolas Philibert
- 2009 : Les Plages d'Agnès d'Agnès Varda
  - Elle s'appelle Sabine de Sandrine Bonnaire
  - J'irai dormir à Hollywood d'Antoine de Maximy
  - Tabarly de Pierre Marcel
  - La Vie moderne de Raymond Depardon

### Années 2010
- 2010 : L'Enfer d'Henri-Georges Clouzot de Serge Bromberg et Ruxandra Medrea
  - La Danse de Frederick Wiseman
  - Himalaya, le chemin du ciel de Marianne Chaud
  - Home de Yann Arthus-Bertrand
  - Ne me libérez pas, je m'en charge de Fabienne Godet
- 2011 : Ωcéans de Jacques Perrin et Jacques Cluzaud
  - Benda Bilili! de Florent de La Tullaye et Renaud Barret
  - Cleveland contre Wall Street de Jean-Stéphane Bron
  - Entre nos mains de Mariana Otero
  - Yves Saint Laurent - Pierre Bergé, l'amour fou de Pierre Thoretton
- 2012 : Tous au Larzac de Christian Rouaud
  - Le Bal des menteurs de Daniel Leconte
  - Crazy Horse de Frederick Wiseman
  - Ici on noie les Algériens : 17 octobre 1961 de Yasmina Adi
  - Michel Petrucciani de Michael Radford
- 2013 : Les Invisibles de Sébastien Lifshitz
  - Bovines d'Emmanuel Gras
  - Duch, le maître des forges de l'enfer de Rithy Panh
  - Journal de France de Claudine Nougaret et Raymond Depardon
  - Les Nouveaux Chiens de garde de Gilles Balbastre et Yannick Kergoat
- 2014 : Sur le chemin de l'école de Pascal Plisson
  - Comment j'ai détesté les maths de Olivier Peyon
  - Le Dernier des injustes de Claude Lanzmann
  - Il était une forêt de Luc Jacquet
  - La Maison de la radio de Nicolas Philibert
- 2015 : Le Sel de la Terre de Wim Wenders et Juliano Ribeiro Salgado
  - Caricaturistes, fantassins de la démocratie de Stéphanie Valloatto
  - Les Chèvres de ma mère de Sophie Audier
  - La Cour de Babel de Julie Bertuccelli
  - National Gallery de Frederick Wiseman
- 2016 : Demain de Cyril Dion et Mélanie Laurent, produit par Bruno Levy
  - Le Bouton de nacre de Patricio Guzmán, produit par Renate Sachse
  - Cavanna : Jusqu'à l'ultime seconde, j'écrirai de Denis Robert et Nina Robert, produit par Denis Robert, Nina Robert et Bertrand Faivre
  - L'Image manquante de Rithy Panh, produit par Catherine Dussart
  - Une jeunesse allemande de Jean-Gabriel Périot, produit par Nicolas Brevière
- 2017 : Merci Patron ! de François Ruffin
  - Dernières Nouvelles du cosmos de Julie Bertuccelli
  - Fuocoammare, par-delà Lampedusa de Gianfranco Rosi
  - Swagger d'Olivier Babinet
  - Voyage à travers le cinéma français de Bertrand Tavernier
- 2018 : I Am Not Your Negro de Raoul Peck
  - 12 jours de Raymond Depardon
  - À voix haute : La Force de la parole de Stéphane de Freitas
  - Carré 35 d'Éric Caravaca
  - Visages, villages d'Agnès Varda et JR
- 2019 : Ni juge, ni soumise de Jean Libon et Yves Hinant
  - America de Claus Drexel
  - De chaque instant de Nicolas Philibert
  - Le Grand Bal de Laetitia Carton
  - Le Procès contre Mandela et les autres de Nicolas Champeaux et Gilles Porte

### Années 2020
- 2020 : M de Yolande Zauberman
  - 68, mon père et les clous de Samuel Bigiaoui
  - La Cordillère des songes de Patricio Guzmán
  - Lourdes de Thierry Demaizière et Alban Teurlai
  - Wonder Boy, Olivier Rousteing, né sous X de Anissa Bonnefont
- 2021 : Adolescentes de Sébastien Lifshitz
  - La Cravate de Étienne Chaillou et Mathias Théry
  - Cyrille, agriculteur, 30 ans, 20 vaches, du lait, du beurre, des dettes de Rodolphe Marconi
  - Histoire d'un regard de Mariana Otero
  - Un pays qui se tient sage de David Dufresne
- 2022 : La Panthère des neiges de Marie Amiguet et Vincent Munier
  - Animal de Cyril Dion
  - Bigger Than Us de Flore Vasseur
  - Debout les femmes ! de Gilles Perret et François Ruffin
  - Indes galantes de Philippe Béziat
- 2023 : Retour à Reims (Fragments) de Jean-Gabriel Périot
  - Allons enfants de Thierry Demaizière et Alban Teurlai
  - Les Années Super 8 d'Annie Ernaux et David Ernaux-Briot
  - Le Chêne de Laurent Charbonnier et Michel Seydoux
  - Jane par Charlotte de Charlotte Gainsbourg
- 2024 :  Les Filles d'Olfa de Kaouther Ben Hania
  - Atlantic Bar de Fanny Molins
  - Little Girl Blue de Mona Achache
  - Notre corps de Claire Simon
  - Sur l'Adamant de Nicolas Philibert
- 2025 : La Ferme des Bertrand de Gilles Perret
  - La Belle de Gaza de Yolande Zauberman
  - Bye Bye Tibériade de Lina Soualem
  - Dahomey de Mati Diop
  - Ernest Cole, photographe de Raoul Peck
  - Madame Hofmann de Sébastien Lifshitz

## Box office
| Rang | Cérémonie | César du meilleur film          | Date de sortie    | Box-office France |
| ---- | --------- | ------------------------------- | ----------------- | ----------------- |
| 1er  | 2011      | Océans                          | 27 janvier 2010   | 2 874 748 entrées |
| 2e   | 2014      | Sur le chemin de l'école        | 25 septembre 2013 | 1 402 496 entrées |
| 3e   | 2016      | Demain                          | 2 décembre 2015   | 1 087 306 entrées |
| 4e   | 2017      | Merci Patron !                  | 24 février 2016   | 508 342 entrées   |
| 5e   | 2015      | Le Sel de la Terre              | 15 octobre 2014   | 354 006 entrées   |
| 6e   | 2009      | Les Plages d'Agnès              | 17 décembre 2008  | 229 529 entrées   |
| 7e   | 2019      | Ni juge, ni soumise             | 7 septembre 2018  | 203 259 entrées   |
| 8e   | 2012      | Tous au Larzac                  | 23 novembre 2011  | 176 213 entrées   |
| 9e   | 2008      | L'Avocat de la terreur          | 6 juin 2007       | 139 655 entrées   |
| 10e  | 2007      | Dans la peau de Jacques Chirac  | 31 mai 2006       | 127 432 entrées   |
| 11e  | 1995      | Délits flagrants                | 12 octobre 1994   | 119 542 entrées   |
| 12e  | 2013      | Les Invisibles                  | 28 novembre 2012  | 85 953 entrées    |
| 13e  | 2018      | I Am Not Your Negro             | 10 mai 2017       | 81 643 entrées    |
| 14e  | 2010      | L'Enfer d'Henri-Georges Clouzot | 11 novembre 2009  | 50 507 entrées    |
| 15e  | 2020      | M                               | 20 mars 2019      | 29 407 entrées    |